# Feel Free
『Feel Free』（フィール・フリー）は、2007年8月15日にリリースされた、原田真二通算20作目のスタジオアルバムである。

## 解説
ROPPONGI WAVE RECORDSから「デビュー30周年記念アルバム」として発売されたアルバム。
アルバムタイトルは、デビュー30周年記念ということで、原点にあたるデビューアルバム『Feel Happy』を連想させるタイトルを意識したと語っている。
レコーディングスタジオは、改装しリゾートスタジオとしてリニューアルさせた南箱根にあるプライベートスタジオ「Studio Modern Vision」（30年前、Feel Happyのレコーディングにも使用された 旧 Rockwell Studio）
内容は全曲新録音による、デビュー時のトリプルシングルスなど代表曲のニューアレンジ・セルフカバーが8曲。初レコーディングの新曲（M-5・8・9）が3曲。カバー曲が1曲（M-12）という構成。
M-5「Glistening Forest」は、原田が主催する環境チャリティー「鎮守の杜コンサート」立ち上げにあたって作られた曲を初レコーディング。
M-8「緑が丘」は、依頼を受けた緑ヶ丘小学校の校歌をレコーディングしたもの。M-9「ときめきは16Beats」は完全な新曲。カバー曲M-12「Amazing Grace」は、賛美歌のスタンダードナンバー。
「子供たちのピュアなエネルギーが大人の僕らをものすごく浄化してくれて、どこかのスイッチをひねってくれる」と語る原田は、「緑が丘」「地球はこんなにやさしいハート」「You are my Energy」で子供達の歌声を導入しコラボ。
「この作品もやはり（近年の活動と）同じ流れで、1人でも多くの人に優しさのエネルギーを感じて欲しい! 伝えたい! という思いから作り上げました」とのことである。

## 収録曲
☆ 作詞・作曲・編曲： 原田真二 （特記以外）
1. Modern Vision
2. てぃーんず ぶるーす
  - 作詞： 松本隆
3. キャンディ
  - 作詞： 松本隆
4. シャドー・ボクサー
  - 作詞： 松本隆
5. Glistening Forest　★新曲
6. Every Night
7. 愛してかんからりん
8. 緑が丘 -夢と希望の仲間たち-　★新曲
9. ときめきは16Beats　★新曲
10. 地球はこんなにやさしいハート -GENTLE EARTH-
11. You are my Energy （English） ※Acoustic Guitar Ver.
  - 英訳： Mary Stickels
12. Amazing Grace
  - 作詞・作曲： Traditional

## Recorded
- Recorded, Engineered & Mixed by Takashi Itoh, Shinji Harada at Studio Modern Vision, June - July 2007

## Musicians
- SHINJI HARADA （原田真二）： Vocal, Guitar, Keyboard, Arrangement,
- WORNELL JONES （ウォーネル・ジョーンズ）： Electric Bass, Background Vocal
- YOSHIYA KANNO （菅野吉也）： Drums, Percussion
- MARI MALTA （まるたまり）： Keyboard, Background Vocal
- REIKO： Violin
- SHIGEO FUCHINO （渕野繁雄）： Saxophone